# Mikaël Cherel
Mikaël Cherel (Saint-Hilaire-du-Harcouët, 17 de març de 1986) és un ciclista francès, professional des del 2007 al 2023. Del seu palmarès destaquen les seves victòries com amateur.

## Palmarès
- 2003
  - 1r al Gran Premi General Patton
- 2004
  - 1r al Trofeu Centre Morbihan
- 2006
  - 1r a la Manche-Océan

### Resultats al Tour de França
- 2012. 62è de la classificació general
- 2014. 59è de la classificació general
- 2015. 18è de la classificació general
- 2016. 57è de la classificació general
- 2019. 34è de la classificació general
- 2020. 26è de la classificació general
- 2022. No surt (16a etapa)

### Resultats a la Volta a Espanya
- 2009. 25è de la classificació general
- 2010. 62è de la classificació general
- 2013. 56è de la classificació general
- 2015. 51è de la classificació general
- 2018. 97è de la classificació general
- 2021. 45è de la classificació general
- 2023. 56è de la classificació general

### Resultats al Giro d'Itàlia
- 2008. Abandona (19a etapa)
- 2011. 62è de la classificació general
- 2018. Abandona (19a etapa)
- 2022. 23è de la classificació general
- 2023. Abandona (12a etapa)